# La Vallée tranquille
La Vallée tranquille (Stilles Tal) est un téléfilm allemand, réalisé par Markus Rosenmüller, et diffusé le 27 mai 2011 sur Arte.

## Fiche technique
- Titre original : Stilles Tal
- Réalisation : Markus Rosenmüller
- Scénario : Alfred Roesler-Kleint et Michael Illner
- Photographie : Stefan Spreer
- Musique : George Kochbeck
- Durée : 88 min

## Distribution
- Wolfgang Stumph : Thomas Stille
- Robert Atzorn : Konrad Huberty
- Ulrike Krumbiegel (de) : Barbara Stille
- Sarah Alles : Dixie Stille
- Victoria Trauttmansdorff (en) (VF : Natacha Muller) : Anna Huberty
- Tom Wlaschiha : Olli Reschke
- Niki Finger (VF : Josy Bernard) : Alexandra Neumann
- Andreas Leupold : Docteur Förster
- Jens Atzorn : Arnd Huberty